# Катковский, Владимир Леонидович
Владимир Леонидович Катковский (бел. Уладзімер Леанідавіч Каткоўскі; 19 июня 1976, Минск — 25 мая 2007, Прага) — белорусский журналист, программист и веб-дизайнер, один из пионеров белорусского сегмента Интернета (Байнета), известный как автор белорусского интерфейса Google и один из основателей Белорусской Википедии.

## Биография
Отец — Леонид Катковский, доктор физико-математических наук, профессор БГУ.
Владимир Катковский окончил школу в Минске, в 1993 году переехал в США по программе образовательного обмена «Акт в поддержку свободы». Окончил Американский университет в болгарском Благоевграде по специальности «информатика». Работал компьютерным специалистом в Будапеште (фонд Сороса) и Франкфурте-на-Майне. С 2002 года — сотрудник белорусской редакции радио «Свобода».
Владимир Катковский — один из пионеров белорусскоязычного сегмента Интернета (Байнета). В конце 1990-х годов вместе со своей супругой, албанкой Йонадой Ррапо, жившей в Болгарии, он создал сайт «Литуания, земля литвинов» (бел. Літванія, зямля ліцьвінаў). Один из первых белорусскоязычных блогеров Живого Журнала, писавший под псевдонимом rydel23; автор блога br23.net и лауреат гран-при 4-го конкурса TUT.BY на лучший белорусский контент-проект. Работал веб-редактором с 2004 года.
Катковский стал автором сайта pravapis.org, посвящённого белорусскому языку и правописанию слов, и сайта «Мартиролог Белоруссии» (бел. Мартыралёґ Беларусі) о жертвах сталинских репрессий в Белоруссии. Перевёл на белорусский язык весь интерфейс поисковой системы Google, основал белорусскоязычный раздел Википедии, где писал под псевдонимом Rydel. Являлся администратором сайта белорусской службы «Радио Свобода», выступал за развитие и распространение белорусского языка и информации о Белоруссии в Интернете.
16 июня 2006 года Владимир и Йонада попали в серьёзную автокатастрофу в Праге. Йонада потеряла ногу, а Владимир впал в кому, из которой так и не вышел. 25 мая 2007 года были отключены аппараты искусственного жизнеобеспечения. 31 мая в эфире белорусской службы «Радио Свобода» прошла церемония прощания коллег с Катковским, свои соболезнования выразило и руководство радиостанции из Вашингтона.
Владимир Катковский был похоронен в Минске на кладбище Петровщины, где ему установлен памятник работы скульптора Валерьяна Янушкевича со стихами Рыгора Бородулина.